# Station Warwick Parkway
Warwick Parkway is een spoorwegstation van National Rail in Warwick, Warwick in Engeland. Het station is eigendom van Warwickshire County Council (zie , pagina 22) en wordt beheerd door Chiltern Railways. Het station is geopend in 2000.